# Фухсштат
Фухсштат (њем. Fuchsstadt) општина је у њемачкој савезној држави Баварска. Једно је од 26 општинских средишта округа Бад Кисинген. Према процјени из 2010. у општини је живјело 1.845 становника. Посједује регионалну шифру (AGS) 9672124.

## Географски и демографски подаци
Фухсштат се налази у савезној држави Баварска у округу Бад Кисинген. Општина се налази на надморској висини од 208 метара. Површина општине износи 18,3 km². У самом мјесту је, према процјени из 2010. године, живјело 1.845 становника. Просјечна густина становништва износи 101 становника/km².